# Cyrtandra glabrilimba
Cyrtandra glabrilimba är en tvåhjärtbladig växtart som beskrevs av Eduardo Quisumbing y Argüelles. Cyrtandra glabrilimba ingår i släktet Cyrtandra och familjen Gesneriaceae. Inga underarter finns listade i Catalogue of Life.